# Burits János
Báró borneai Burits János Vilmos (horvátul: Ivan Vilim Burić; németül: Johann Wilhelm Freiherr Burić von Pournay) (Zágráb, Horvátország, 1792. július 24. – Varasd, 1858. március 30.), horvát származású császár királyi altábornagy, a szabadságharcban osztrák hadosztályparancsnok.

## Élete
Apja báró Burits Ádám Ferenc (1732–1803), alezredes, a Katonai Mária Terézia-rend lovagja, anyja schönthali Stöger Renáta (1772–1856) volt. Egyetlenegy testvére báró borneai Burits Franciska (1793–1868), akinek a férje kisasszonyfalvi Istvánffy József volt.
1809-ben csatlakozott kadétként a 62. gyalogezredhez, és a napóleoni háborúkban a gyalogságnál szolgált. 1848. október 26-án veszély fenyegette a Muraközben tartózkodó magyar sereget. Burits császári tábornok 2 ezer fővel Friedaunál állomásozott. Egy részük megközelítette Csáktornyát, de a magyarok visszaverték őket. Burits Perczellel békealkudozásba kezdett, de a tárgyalás eredménytelen maradt. 1848. december 31-én Burits osztrák tábornok csapatai megszállták Zalaegerszeget. Még aznap Burits tábornok a közvetítő Farkas Imre főszolgabíróval ismételten levelet írt a Zalaapátiba elmenekült Csillagh Lajos zalai alispánnak, hogy január 1-jén a tisztviselőkkel együtt jelenjen meg előtte. Hűségnyilatkozatot követelt Zalaegerszeg városától, amelyen szerepelt az is, hogy a fegyverek beszolgáltatása 24 órán belül megtörténne.
A szabadságharc leverése után seregei bevonultak Zala vármegyébe és követelték a harcosok és vezetők feladását. 1849. július 19-én a Nagykanizsára bevonuló Burits kiáltványban fordult Zala vármegyéhez. Ekkor a követelte a népfelkelés azonnali feloszlatását, küldjenek vármegyei tisztviselőt a seregéhez az élelmezés megszervezésére. Kanizsa városától pedig 50 ezer forint hadisarcot követelt a Noszlopy-huszárok akciója miatt, de Albanich városbíró eltérítette szándékától.
1850. március 26-án a Katonai Mária Terézia-renddel tüntették ki.